# 恰爾尚巴
恰爾尚巴是土耳其的城鎮，位於該國北部黑海沿岸，距離首府薩姆松33公里，由薩姆松省負責管轄，面積641平方公里，海拔高度20米，2008年人口58,966。

## 外部連結
- Çarşamba municipality's official website